# Rodrigo Lima
Rodrigo José Lima (Monte Alegre, Brasil, 11 de agosto de 1983), conocido como Lima, es un exfutbolista brasileño que jugaba como delantero.

## Trayectoria
Jugó la Serie A 2007 con el Paraná Clube, equipo con el cual descendió.
Cabe destacar que, con el Sporting Braga, Lima le marcó un hat-trick al Sevilla en los play-offs de la Liga de Campeones de la UEFA 2010-11. En dicho partido, en el que entró como sustituto, el Sporting Braga venció 4-3 (global de 5-3), clasificándose de manera histórica para la fase de grupos.
En enero de 2019, tras más de año y medio sin equipo, anunció su retirada debido a una lesión.

## Clubes
| Club                | País                   | Año       |
| ------------------- | ---------------------- | --------- |
| F. C. Vizela        | Portugal               | 2004      |
| Mixto E. C.         | Brasil                 | 2004      |
| Paysandu S. C.      | Brasil                 | 2005      |
| Iraty S. C.         | Brasil                 | 2006      |
| Malucelli           | Brasil                 | 2006      |
| Astral-PR           | Brasil                 | 2006      |
| Paraná Clube        | Brasil                 | 2007      |
| C. A. Juventus      | Brasil                 | 2008      |
| Santos F. C.        | Brasil                 | 2008      |
| Avaí F. C.          | Brasil                 | 2009      |
| C. F. Os Belenenses | Portugal               | 2009-2010 |
| S. C. Braga         | Portugal               | 2010-2012 |
| S. L. Benfica       | Portugal               | 2012-2015 |
| Al Ahli F. C.       | Emiratos Árabes Unidos | 2015-2017 |

## Palmarés
| Título                | Club           | País     | Año  |
| --------------------- | -------------- | -------- | ---- |
| Campeonato Paraense   | Paysandu S. C. | Brasil   | 2005 |
| Primeira Liga         | S. L. Benfica  | Portugal | 2014 |
| Copa de Portugal      | S. L. Benfica  | Portugal | 2014 |
| Copa de la Liga       | S. L. Benfica  | Portugal | 2014 |
| Supercopa de Portugal | S. L. Benfica  | Portugal | 2014 |
| Copa de la Liga       | S. L. Benfica  | Portugal | 2015 |
| Primeira Liga         | S. L. Benfica  | Portugal | 2015 |

### Distinciones individuales
| Distinción                                     | Año  |
| ---------------------------------------------- | ---- |
| SJPF jugador del mes de febrero                | 2012 |
| Máximo goleador de la Primeira Liga (20 goles) | 2012 |
| SJPF jugador del mes de abril                  | 2014 |